# 横浜市立豊田中学校
横浜市立豊田中学校（よこはましりつ とよだちゅうがっこう）は、神奈川県横浜市戸塚区下倉田町の公立中学校。生徒数は729名（2021年）。学校教育目標は「健やかに学び、共に生きる」。

## 沿革
- 1971年（昭和46年） - 横浜市豊田中学校開校
- 1981年（昭和56年） - 横浜市立飯島中学校独立開講(豊田中学校敷地内プレハブ校舎)

## 部活動
運動部においてはバスケットボール部男子が、全国大会に出場するなどの活躍をしている。
- 運動系部活動
  - 野球部
  - サッカー部
  - ソフトボール部
  - 陸上競技部
  - バドミントン部男子
  - バドミントン部女子
  - ソフトテニス部男子
  - ソフトテニス部女子
  - 卓球部
  - 器械体操部
  - バスケットボール部男子
  - バスケットボール部女子
- 文化系部活動
  - 美術部
  - 科学部
  - 合唱部
  - 吹奏楽部
  - 茶道部

## 通学区域
- 横浜市戸塚区内[2]
- 倉田小学校の区域
- 豊田小学校の区域
- 東戸塚小学校の一部区域
- 小菅ケ谷小学校の一部区域

## 周辺
- 江ノ電バス「豊田中学校前」バス停
- 横浜豊田郵便局